# Synaptotagmine 2
La Synaptotagmine 2 est une protéine dont le gène est le SYT2 situé sur le chromosome 1 humain

## En médecine
La mutation du gène provoque un syndrome myasthénique congénital proche du syndrome de Lambert-Eaton.